# The Field (magazine)
Pour les articles homonymes, voir The Field.
The Field est un magazine mensuel britannique créé en 1853. Il couvre, au sens large, les activités de sports en plein air, et en premier lieu la chasse.
Au XIXe siècle, ce magazine joue un rôle important dans la diffusion de sports comme le tennis et le golf. Il se refuse toutefois à faire la promotion de sports plus populaires comme le football. Il offrit notamment le trophée offert au vainqueur du tout premier tournoi de Wimbledon en 1877.
C'est désormais essentiellement un mensuel consacré à la chasse.
Il a servi de modèle à une revue française, La Vie rurale et sportive. Le "Field français", fondée en février 1906 et fusionnée quelques mois plus tard dans La Chasse illustrée.